# NGC 4444
NGC 4444 هي مجرة تتبع كوكبة قنطورس. اكتشفها جون هيرشل في 15 مارس 1836.

## روابط خارجية
- NGC 4444 على موقع ويكي سكاي: DSS2, SDSS, GALEX, IRAS, Hydrogen α, X-Ray, Astrophoto, Sky Map, Articles and images